# Lasioglossum zophops
Lasioglossum zophops là một loài Hymenoptera trong họ Halictidae. Loài này được Ellis mô tả khoa học năm 1914.